# Eubela
Eubela là một chi ốc biển, là động vật thân mềm chân bụng sống ở biển trong họ Conidae.

## Các loài
Các loài thuộc chi Eubela bao gồm:
- Eubela aequatorialis Thiele, 1925[2]
- Eubela calyx (Dall, 1889)[3]
- Eubela distincta Thiele, 1925[4]
- Eubela limacina (Dall, 1881)[5]
- Eubela mcgintyi Schwengel, 1943[6]
- Eubela nipponica Kuroda, 1938[7]
- Eubela plebeja Thiele, 1925[8]
- Eubela sofia (Dall, 1889)[9]